# Visions of Paradise (Rick Wakeman)
Visions of Visions of Paradise is een studioalbum van Rick Wakeman. Het album dat verscheen op President had de titel Visions; het exemplaar van Sattva Visions of Paradise. Het is na de Sun Trilogie met Aspirant Sunset, Aspirant Sunrise en  Aspirant Sunshadows het vierde album voor het Duitse platenlabel Sattva. De muziek ligt ook in het verlengde van de Sun Trilogy; het is New agemuziek opgenomen gedurende mei, juni en juli 1994 in de privéstudio Bajonor Studio op Man.

## Musici
- Rick Wakeman – toetsinstrumenten

## Tracklist
Alle composities van Wakeman 

| Nr. | Titel              | Duur |
| --- | ------------------ | ---- |
| 1.  | Fantasy            | 7:13 |
| 2.  | Peace of mind      | 4:15 |
| 3.  | Innermost thoughts | 6:16 |
| 4.  | Vision of light    | 4:32 |
| 5.  | Higher planes      | 6:43 |
| 6.  | Astral traveller   | 4:55 |
| 7.  | Dream on           | 5:46 |
| 8.  | Through waves      | 5:59 |
| 9.  | Driftins patterns  | 6:03 |
| 10. | Future memories    | 4:37 |
| 11. | Levitation         | 8:20 |
| 12. | Moondreams         | 4:21 |